# 澤宣嘉
澤 宣嘉（さわ のぶよし）は、幕末の公卿。権中納言・姉小路公遂の五男。参議・澤為量の養嗣子（娘婿）。官位は従三位・右衛門権佐。澤家8代当主。維新後、初代外務卿。

## 経歴
天保6年（1836年）、姉小路公遂の五男として誕生。後に澤爲量の娘・藤子と結婚し、その婿養子（継養子）となる（為量の実子宣種は、宣嘉の養嗣子となる）。安政5年（1858年）の日米修好通商条約締結の際は養父と共に勅許に反対して廷臣八十八卿列参事件に関わる。以後、朝廷内において尊皇攘夷派として活動した。
文久3年（1863年）に会津藩と薩摩藩が結託して長州藩が京都から追放された八月十八日の政変により朝廷から追放されて都落ちする（七卿落ち）。
長州へ逃れた後は各地へ潜伏し、同年10月平野国臣らに擁立されて但馬国生野で挙兵するが（生野の変）、3日で破陣。田岡俊三郎（小松藩士）、森源蔵、関口泰次郎（水戸藩士）、高橋甲太郎（出石藩士）と脱出して、四国、伊予国小松藩士らに匿われた。
『与州小松より』とした元治元年（1864年）2月14日付けの辞世の句を京都に送っている。
元治元年（1864年）6月まで三木左三らに匿われる。
三条実美の命により、高橋甲太郎、三木左三、三木虎之助（左三の子）、尾埼山人、三木源一郎、田岡俊三郎により6月12日、下関の白石正一郎宅に至り、再度長州に逃れる。
全員の渡航費用等については、小松藩士池原利三郎が工面した。
また、6月13日、白石正一郎が前田の台場に澤卿を見送り
白石の歌
澤卿の返歌
元治元年(1864年)六月十五日　田岡久恒（俊三郎）にわかるる時として二句が詠まれている。
元治元年七月十九日、元治甲子の変（禁門の変）が始まる。
慶応3年（1867年）の王政復古の後は、参与、九州鎮撫総督、長崎府知事などの要職を務め、明治2年（1869年）に外国官知事から外務卿になり、外交に携わる。
外務卿として、日本とオーストリア＝ハンガリー二重帝国との間に最初の条約（日墺修好通商航海条約）を締結し、国交を樹立する。
条約は、澤宣嘉外務卿、寺島宗則外務大輔とフォン・ペッツ全権公使との間で結ばれた。締結には駐日英国公使ハリー・パークスの支援があり、早期に調印されたが、片務規定が引用されており著しい不平等条約となった。
このため、明治政府の条約改正事業において、改正すべき内容の最終目標とされた。
明治3年（1870年）、外務卿として各国公使に対して、条約改正について条約所定の交渉期日を待って商議を開始する旨を通告し、条約改正交渉の発端をつくった。
ロシア公使として着任する前に38歳で病死した。このため、ロシア公使には急遽榎本武揚が着任することになった。

## 備考
- 九州鎮撫総督として長崎に着任後、浦上のキリシタンたちを呼び出して改宗を説得したが、改宗の意思が無い事から「中心人物の処刑と一般信徒の流罪」と言う厳罰の提案を新政府に提出、浦上四番崩れを引き起こした。当時、長崎の浦上地区は福岡藩の預かり領であり、このためキリシタンたちは船、陸路で福岡に送られ、源光院に設けられた収容所に移された。その後、それらのキリシタンたちは長州に移送されている。
- 萩黒川にある藩主本陣・森田邸（吉田松陰養母の実家にあたる）に逗留し、兵学、外国情勢などを学ぶ。萩大井にある寺院（阿字雄邸）に匿われた。なお、阿字雄邸には宣嘉が所持していた刀とその小物類、宣嘉から贈呈されたと云われる明治天皇の服が伝わっている。

## 系譜
- 父：姉小路公遂
- 母：三条泰 - 三条公修の娘
- 養父：澤為量
- 正室：澤藤子 - 為量の娘
  - 長男：澤宣量 - 澤宣種の養子、妻は佐竹義純の娘
  - 次男：澤宣元 - 後に別家、男爵、妻は三浦顕次の娘、後に鈴木亀吉長女・義子
  - 女子：貞子 - 奥田直弘の正室、後に離縁
- 養子
  - 男子：澤宣種 - 為量の子、義弟、藤子の弟

公卿類別譜より

## 関連作品
- 山田風太郎『首の座』（ちくま文庫）

| 公職                                | 公職              | 公職                 |
| ----------------------------------- | ----------------- | -------------------- |
| 先代 渡辺昇 権知事                  | 盛岡県知事 1871年 | 次代 野田親孝 大参事 |
| 澤宣嘉 1836年2月9日 - 1873年9月27日 |                   |                      |
| 先代 澤為量                         | 澤家 8代当主      | 次代 澤為量          |